# Любляна (футбольный клуб)
«Любляна» (словен. Nogometni Klub Ljubljana), или НК Любляна — бывший словенский футбольный клуб, представлявший столицу Любляну. Клуб был основан в конце 1918 года и прекратил своё существование в 2005 году. Клуб, который претендовал на право считаться преемником «Любляны» и обладателем всех её достижений и рекордов, был создан в 2005 году с тем же названием «ФК Любляна». Однако несмотря на поддержку поклонников бывшей команды и на схожие цвета, эта команда не признана официальным преемником Любляны и их достижения и рекорды разделяются Футбольным союзом Словении и Ассоциацией Первой лиги Словении.

## История

### Основание
Клуб был основан в королевстве Югославия как «СК Гермес» в 1918 году и играл в республиканских соревнованиях с 1921 года, показав лучший результат — 4-е место в 4-х случаях. В 1925 году клуб добавил префикс Železničarski (железнодорожный) к своему названию. ЖСК Гермес с того времени и начал представлять исключительно рабочий класс.

### Югославская эра
После окончания Второй мировой войны клуб был воссоздан под названием «Железничар» Любляна, которое и закрепилось за командой, так как клуб представлял Железнодорожное спортивное общество (словен. Železničarsko Športno Društvo) и играл на стадионе «ЖШД Любляна». «Железничар» выиграл свой первый титул победителя Словенской республиканской лиги в 1949 году и один раз играл в Словенско-хорватской лиге в сезоне 1952/1953, в то время бывшей второй по уровню в югославской футбольной системе. «Железничар» финишировал 9-м и покинул лигу. Затем команда была переименована в ЖНК Любляна и выступала в третьей по уровню межреспубликанской лиге. Они финишировали вторыми в 1954 году, но проиграли в квалификационных матчах за выход во вторую лигу. После реорганизации югославского футбола они играли в новообразованной Югославской второй лиге (Зоне A) с 1955 по 1958 год, занимая соответственно 5, 8 и 10-е места. Система футбольных лиг была вновь изменена и Любляна вернулась обратно в Словенскую республиканскую лигу. Она выиграла её трижды: в 1963, 1967 и 1968 годах, пока не вернулась в Югославскую вторую лигу, где Любляна выступала до 1972 года. После трёх хороших сезонов (11, 10 и 6-е места) Любляна неожиданно заняла 17-е место и вылетела из лиги. Статус второй по силе команды Любляны клуб уступил более крепкой в финансовом отношении «Свободе». Любляна вновь смогла выиграть Словенскую республиканскую лигу в 1989 году.

### Словенская эра
После обретения Словенией независимости «Любляна» играла в Первой лиге в течение 4-х сезонов. В сезоне 1991/92 они играли под названием Евроспектер Любляна и финишировали 5-ми, после чего были переименованы в АМ Космос Любляна. Сезон 1992/93 стал лучшим сезоном для клуба, когда он боролся за титул чемпиона на протяжении всего сезона, но финишировал всё же 4-м. В чемпионате 1993/94 «Любляна» заняла 11-е место, но затем с возвращением названия «Железничар Любляна» и появлением нового президента у клуба появились большие амбиции перед сезоном 1994/95. «Железничар» стартовал удачно, но затем последовал провал в весенний период, проиграв в последних 3-х турах команда заняла итоговое 10-е место. Из-за сокращения Первой лиги до 10 команд, клубу пришлось играть в плей-офф за выживание, в котором он выглядел явными фаворитом на фоне остальных соперников, но тем не менее проиграл «Изоле» после 1:1 и 0:0, уступив за счёт правила гола, забитого на чужом поле. Затем «Железничар» легко выиграл Вторую лигу в 1996 году, но не получил лицензию на выступление в Первой лиге, оставшись во Второй лиге, с которой снялся в следующем году.

## Результаты выступлений в чемпионате и кубке Словении
| Сезон   | Лига        | Позиция   | Очки    | Игры | Поб. | Нич. | Пор. | Заб.г. | Проп.г. | Кубок    |
| ------- | ----------- | --------- | ------- | ---- | ---- | ---- | ---- | ------ | ------- | -------- |
| 1991/92 | 1-я         | 5         | 46      | 40   | 17   | 12   | 11   | 59     | 41      | 1/16     |
| 1992/93 | 1-я         | 4         | 40      | 34   | 16   | 8    | 10   | 44     | 34      | 1/2      |
| 1993/94 | 1-я         | 11        | 25      | 30   | 8    | 9    | 13   | 29     | 44      | 1/16     |
| 1994/95 | 1-я         | 10        | 30      | 30   | 13   | 4    | 13   | 49     | 43      | 1/16     |
| 1995/96 | 2-я         | 1         | 67      | 29   | 20   | 7    | 2    | 62     | 20      | 1/4      |
| 1996/97 | 2-я         | 16        | 8       | 15   | 1    | 5    | 9    | 10     | 26      | 1/16     |
| 1997/98 | x           | x         | x       | x    | x    | x    | x    | x      | x       | x        |
| 1998/99 | 5-й уровень | 1         | ?       | ?    | ?    | ?    | ?    | ?      | ?       | x        |
| 1999/00 | 4-й уровень | 8         | ?       | ?    | ?    | ?    | ?    | ?      | ?       | x        |
| 2000/01 | 2-я         | 7         | 40      | 29   | 11   | 7    | 11   | 50     | 40      | x        |
| 2001/02 | 2-я         | 2         | 72      | 30   | 22   | 6    | 2    | 89     | 12      | 1/4      |
| 2002/03 | 1.SNL       | 10        | 30 (-3) | 31   | 9    | 6    | 16   | 41     | 66      | 1/8      |
| 2003/04 | 1.SNL       | 7         | 42      | 32   | 12   | 6    | 14   | 38     | 53      | 1/2      |
| 2004/05 | 1.SNL       | 9         | 42      | 32   | 10   | 12   | 10   | 38     | 43      | 1/8      |
| Всего   | Прва лига   | 0 титулов | 255     | 229  | 85   | 57   | 87   | 298    | 324     | 0 кубков |

Примечания: В графе Всего подсчитаны только результаты выступлений в Первой лиге Словении.

## Достижения
Чемпионат
- Словенская республиканская футбольная лига:

Победитель (5): 1948/49, 1962/63, 1966/67, 1967/68, 1988/89
2-е место (2): 1946/47, 1972/73
- Вторая лига Словении по футболу:

Победитель (1): 1995/96
2-е место (1): 2001/02
Кубок
- Республиканский кубок:

Финалист (2): 1958/59, 1959/60